# Anan Khalaili
Anan Khalaili (hebräisch ענאן ח'לאילי; arabisch عنان خلايلي) (* 3. September 2004 in Haifa) ist ein israelischer Fußballspieler.

## Karriere

### Verein
Zur Saison 2023/24 ging Khalaili von der U19 von Maccabi Haifa fest in die erste Mannschaft über. Nachdem er bereits zuvor schon einmal im Pokal eingesetzt worden war, gab er nach einigen Einsätzen in der Champions-League sein Ligadebüt am 3. September 2023 bei einem 2:1-Sieg über Hapoel Jerusalem, bei dem er gleich in der Startelf stand. Schnell wurde er Stammspieler und bestritt alle Partien seines Teams in der Europa League 2023/24. Zudem wurde er beim gewonnenen Spiel um den israelischen Supercup eingesetzt.
Mitte Juni 2024 wechselte er zum belgischen Erstdivisionär Royale Union Saint-Gilloise, bei dem er einen Vertrag mit einer Laufzeit bis Sommer 2028 unterschrieb. Direkt zu Beginn gewann er den belgischen Supercup. In der Saison bestritt er 34 von 40 möglichen Ligaspielen, in denen er zwei Tore schoss, sowie drei Spiele im Pokal und neun in der Europa League. Er gewann mit dem Verein die belgische Meisterschaft.

### Nationalmannschaft
Mit der israelischen U19 kam Khalaili von Februar 2022 bis März 2023 in mehreren Freundschafts- und einem Qualifikationsspiel zum Einsatz. Bei der Europameisterschaft 2022 stand er nicht im Kader Israels. Das Team wurde Turnierzweiter, womit die U20 an der Weltmeisterschaft 2023 teilnehmen durfte, bei der er in fast jeder Partie eingesetzt wurde, drei Tore schoss und eine Vorlage für sein Team erzielte. Israel wurde durch einen 3:1-Sieg gegen Südkorea im Spiel um Platz drei Turnierdritter.
Direkt danach spielte er mit der U21 bei der Europameisterschaft 2023, wo er in jeder Partie seiner Mannschaft auf dem Feld stand. Israel schied im Halbfinale nach einem 0:3 gegen England aus dem Turnier aus.
Für die A-Nationalmannschaft debütierte Khalaili am 15. November 2023 bei einem 1:1 gegen die Schweiz in der Qualifikation für die Europameisterschaft 2024. Er stand in der Startelf und wurde in der 81. Minute für Shon Weissman ausgewechselt. Anschließend kam er noch bei zwei weiteren Qualifikationsspielen sowie der Play-off-Halbfinalniederlage gegen Island zum Einsatz.

## Erfolge
- Gewinner israelischer Supercup: 2023
- Belgischer Meister: 2024/25
- Gewinner belgischer Supercup: 2024